# Xyris sororia
Xyris sororia là một loài thực vật hạt kín trong họ Hoàng đầu. Loài này được Kunth miêu tả khoa học đầu tiên năm 1843.